# Ignaz Hochhäusler
Ignaz Hochhäusler (* 1892 in Wien; † 1983 in Santiago de Chile) auch unter seinem hispanisierten Namen Ignacio Hochhäusler Silverberger bekannt, war ein österreichischer Fotograf, der bis zu seinem Tod in Chile lebte.

## Leben
Ignaz Hochhäusler wurde 1892 in Wien geboren, das damals zum Österreichisch-Ungarischen Reich gehörte. Sein Vater, der Schuhmacher war, übergab ihm im Alter von 15 Jahren seine erste Kamera und weckte damit in Ignaz die Leidenschaft für die Fotografie. Dort begann er, sich in der Photographischen Gesellschaft zu engagieren, um zu lernen und sein Wissen mit anderen Wiener Fotografen auszutauschen. Später wurde er als Soldat eingezogen und nahm an Kämpfen an der Front der Mittelmächte im Ersten Weltkrieg teil. Zuvor hatte er ein Kunststudium begonnen, sich in der Aquarellmalerei versucht und mehrere Werke geschaffen. 1926, im Alter von 33 Jahren, emigrierte er gemeinsam mit seiner Ehefrau und zwei Kindern nach Chile, an Bord eines Schiffes, das von Frankreich aus ablegte. Sie ließen sich in Santiago nieder, wo sein Bruder lebte. Dort begann er seine Arbeit als Berufsfotograf und eröffnete mit Unterstützung anderer in Chile lebender Österreicher ein auf Porträts spezialisiertes Fotostudio, zunächst in der Teatinos-Straße, später verlegte er es an den Paseo Estado. Er wurde rasch populär aufgrund der hohen Qualität seiner Arbeiten und war besonders bei den wohlhabenderen Schichten des Landes gefragt, etwa für Aufnahmen von Neugeborenen sowie Kinderporträts wie Erstkommunionen und Konfirmationen. Im Jahr 1933 nahm er erstmals an einer Kunstausstellung in Chile teil: dem Offiziellen Salon der Bildenden Künste der Universität von Chile, der im Museo Nacional de Bellas Artes in Santiago stattfand. Gleichzeitig hielt er als Außenstehender Szenen des Alltagslebens in Chile fotografisch fest. Besonders hervorzuheben sind dabei seine Fotografien der Kohlearbeiter in Lota sowie weitere Bilder über Bräuche und Landschaften des ländlichen Chiles, die bäuerliche Arbeit und ländliche Festlichkeiten zeigen – in vielen Fällen war er dabei ein Pionier in der chilenischen Fotogeschichte.
Aus seinem Anliegen heraus, die Fotografie in Chile zu fördern, war Ignaz Hochhäusler 1937 Mitbegründer des Foto Cine Club de Chile. Er zeigte auch großes Interesse an der fotografischen Dokumentation der nationalen Kunstszene und besuchte regelmäßig das Teatro Municipal de Santiago. Dort kam er in engen Kontakt mit dem deutschen Tänzer und Choreografen Ernst Uthoff Biefang (1904–1993) und dessen experimentellem Theater, wodurch er die Gelegenheit hatte, Tänzer, Schauspieler, Musiker und andere Künstler, die dort auftraten, zu fotografieren. All diese Werke ermöglichten ihm die Teilnahme an zahlreichen Ausstellungen und Fotowettbewerben im Laufe seiner Karriere, bei denen er verschiedene Auszeichnungen für seine Arbeiten erhielt. Außerdem war er Fotokritiker für die chilenische Zeitschrift Pro Arte. Die Chilenische Nationalbibliothek bewahrt mindestens 500 von ihm aufgenommene Fotonegative.
Er starb 1983 im Alter von 91 Jahren in Santiago.

## Auszeichnungen
- 1940 – Silbermedaille im Salón Internacional de Bellas Artes de Valparaíso
- 1942 – Erster Preis bei der Inter-American Photographic Exhibit in Washington, D.C.
- 1942 – Zweiter Preis in der Profikategorie beim VI. Jahressalon des Fotografischen Klubs von Chile, Nationalmuseum der Schönen Künste
- 1951 – Erster Preis bei der Ausstellung in Peñuelas, La Serena
- 1951 – Photograms of the Year-Preis im London Salon of Photography, London
- 1952 – Silbermedaille beim Zweiten Internationalen Kongress der FIAP in Salzburg